# Båstads kommun
Båstads kommun er en kommune i Skåne län (Skåne) i Sverige.
Kommunen har et areal på 882 km2
og et befolkningstal på 16.026 (2024) indbyggere. Hovedbyen i kommunen er byen Båstad (dansk: Bådsted).

## Byområder i kommunen
Der er 7 byområder i kommunen:
| # | Byområde                  | Indbyggere  |
| - | ------------------------- | ----------- |
| 1 | Båstad (dansk: Bådsted)   | 7.073(2023) |
| 2 | Förslöv (dansk: Førslev)  | 2.484(2023) |
| 3 | Torekov                   | 1.044(2023) |
| 4 | Grevie (dansk: Greve)     | 1.031(2023) |
| 5 | Östra Karup (største del) | 896(2020)   |
| 6 | Västra Karup              | 604(2023)   |
| 7 | Ängelholm (mindre del)    |             |